# JEY-J
JEY-J (ジェイ・ジェー、1984年2月17日)は日本で活動をしているアメリカの男性シンガーソングライター、ヒップホップMC、実業家。本名はジャスティン ジェームス メイス（英語表記：Justin James Mace)。ホノルル出身。父親はアメリカ人、母親は日本人。所属はバーンズレコード株式会社。販売元はユニバーサルミュージック (日本)。

## 概要
ハワイ生まれ。アメリカ（ハワイ、NY）で経験を重ねながらも、日本でネイティブスタイルを披露する孤高のヒップホップアーティスト。ミュージシャン、ヒップホップの枠を超え、クリエイターと結びつきながら斬新なエンターテイメントを表現。

## 来歴
2003年 ハワイ州のCLUBでMC BattleをClub Mercuryなどで出演。
早くから地元のMCバトルでも注目される。
2004年 三人組みの2ボーカル1MCユニット「Boys For Life」として活動。都内各所のライブハウスやクラブに出演。 
ボブ・マーリーの娘であるステフ・ポケッツの来日コンサートでオープニング・アクトを務めた。
2006年 プロデューサーに見出され MC JEY-J中心のユニット 「JEY-J」として活動。
渋谷、池袋、西麻布、横浜、三軒茶屋、六本木、麻布十番、新宿のクラブやライブハウスに出演。
大黒摩季「Make a Wish」コーラスおよびPVに参加。
2009年 新たな新型「JEY-J」ユニットとして活動。
2010年 青島広志による 世界まるごとクラシック ～Xmas Special 2010～にソロラッパーとして参加 東京国際フォーラムホールA 出演
2011年 モノマネアーティスト荒牧陽子とのコラボレーション「I'm Letting Go」をレコーディング。
2012年 エナジードリンク、マッドクロックJAPANがスポンサーにつく。
2014年 バーンズレコードの共同創立者としてレコード会社を立ち上げる。
2016年 ハリウッドのバーニー・グランドマン マスタリングスタジオで、グラミー賞を受賞したMike Bozziと共同制作。
ニューヨークのFlux studioでカニエ・ウェストやエミネムなどでグラミー賞を受賞したプロデューサーRyan Westと共同制作。
世界のトップマスタリングスタジオ、Sterling  Soundでシニアエンジニアを務めていたChris Athensと共同制作。
2017年 FANLINEの共同創立者として携帯アプリを立ち上げる。
初のフルアルバム、「The Disorder」をユニバーサルミュージック (日本)からリリース。
東日本大震災の犠牲者を追悼し、復興を願う音楽イベント「福魂祭（ふっこんさい）FUKUSHIMA SOUL 2017-2018」に参加。
神宮外苑花火大会2017にアフターライブを担当。

## 作品
・1st 『The Disorder』（2017年12月20日）

## 参加作品
・HeavensDust - Unknown Pain Life to Dawn (Re Habilitated Mix) [feat. JEY-J] （2014年）

## 出演
映画
- 『リケ恋』劇場版オープニング曲

テレビ
- 千葉テレビ元木商店「商売繁盛してまっか？」- エンディングテーマ

ラジオ
- TOKYO-FM（JFNで全国放送）「ON THE PLANET」(2017年12月26日）

CM
- MTVジャパン(2017年12月20日~2017年12月31日）
- MUSIC ON! TV (2017年12月20日~2018年1月03日）